# Гленвуд (Іллінойс)
Гленвуд (англ. Glenwood) — селище (англ. village) в США, в окрузі Кук штату Іллінойс. Населення — 8662 особи (2020).

## Географія
Гленвуд розташований за координатами 41°32′27″ пн. ш. 87°36′40″ зх. д. / 41.54083° пн. ш. 87.61111° зх. д. (41.540726, -87.611148).  За даними Бюро перепису населення США в 2010 році селище мало площу 8,09 км², уся площа — суходіл.

## Демографія
Згідно з переписом 2010 року, у селищі мешкало 8969 осіб у 3281 домогосподарстві у складі 2334 родин. Густота населення становила 1109 осіб/км².  Було 3505 помешкань (433/км²).
Расовий склад населення:
| - 66,7 % — чорних або афроамериканців - 27,3 % — білих - 0,3 % — азіатів - 0,1 % — вихідців з тихоокеанських островів - 0,1 % — корінних американців - 3,3 % — осіб інших рас |

До двох чи більше рас належало 2,2 %. Частка іспаномовних становила 7,4 % від усіх жителів.
За віковим діапазоном населення розподілялося таким чином: 25,1 % — особи молодші 18 років, 59,6 % — особи у віці 18—64 років, 15,3 % — особи у віці 65 років та старші. Медіана віку мешканця становила 39,5 року. На 100 осіб жіночої статі у селищі припадало 86,4 чоловіків;  на 100 жінок у віці від 18 років та старших — 81,3 чоловіків також старших 18 років.
Середній дохід на одне домашнє господарство  становив 66 419 доларів США (медіана — 54 544), а середній дохід на одну сім'ю — 78 780 доларів (медіана — 61 599). Медіана доходів становила 48 864 долари для чоловіків та 46 364 долари для жінок. За межею бідності перебувало 12,8 % осіб, у тому числі 16,4 % дітей у віці до 18 років та 10,7 % осіб у віці 65 років та старших.
Цивільне працевлаштоване населення становило 3531 осіб. Основні галузі зайнятості: освіта, охорона здоров'я та соціальна допомога — 21,0 %, транспорт — 13,6 %, роздрібна торгівля — 10,4 %, фінанси, страхування та нерухомість — 10,1 %.